# 多果烟斗柯
多果烟斗柯（学名：Lithocarpus corneus var. fructuosus）为壳斗科柯属下的一个变种。

## 扩展阅读
- 維基物種上的相關：多果烟斗柯